# Benjamín Delgado
Benjamín Delgado (San Lorenzo, Santa Fe, 1 de junio de 1897-4 de noviembre de 1953) fue un futbolista de Argentina que jugó en la posición de delantero.

## Carrera

### Club
| Periodo   | Club               |
| --------- | ------------------ |
| 1923-1925 | Club San Fernando  |
| 1926      | CA Atlanta         |
| 1926-1927 | CA Boca Juniors    |
| 1928-1929 | Argentinos Juniors |
| 1930-1931 | CA Atlanta         |
| 1932-1933 | CA Tigre           |

### Selección nacional
Debutó con Argentina el 20 de mayo de 1923 en la derrota por 1-2 ante Paraguay en Buenos Aires por la Copa Rosa Chevallier Boutell y su primer gol internacional lo anotó el 16 de octubre de 1926 en la victoria por 5-0 sobre Bolivia en Santiago de Chile por la Copa América 1926. Su último partido internacional lo jugó el 31 de octubre de 1926 en el empate 1-1 ante Chile por la Copa América 1926, registrnado nueve partidos internacionales y anotó tres goles.

## Logros
- Copa Campeonato (1): 1926
- Copa Estímulo (1): 1926